# Kirby Hill (Harrogate)
Kirby Hill – wieś w Anglii, w hrabstwie North Yorkshire, w dystrykcie (unitary authority) North Yorkshire. Leży 28 km na północny zachód od miasta York i 302 km na północ od Londynu.